# Corcelles-les-Arts
Corcelles-les-Arts és un municipi francès, situat al departament de la Costa d'Or i a la regió de Borgonya - Franc Comtat. L'any 2007 tenia 473 habitants.

## Demografia

### Població
El 2007 la població de fet de Corcelles-les-Arts era de 473 persones. Hi havia 170 famílies, de les quals 24 eren unipersonals (12 homes vivint sols i 12 dones vivint soles), 53 parelles sense fills i 93 parelles amb fills.
La població ha evolucionat segons el següent gràfic:
Habitants censats

### Habitatges
El 2007 hi havia 184 habitatges, 172 eren l'habitatge principal de la família, 7 eren segones residències i 5 estaven desocupats. 182 eren cases i 2 eren apartaments. Dels 172 habitatges principals, 159 estaven ocupats pels seus propietaris, 11 estaven llogats i ocupats pels llogaters i 2 estaven cedits a títol gratuït; 2 tenien una cambra, 4 en tenien dues, 19 en tenien tres, 35 en tenien quatre i 111 en tenien cinc o més. 124 habitatges disposaven pel capbaix d'una plaça de pàrquing. A 44 habitatges hi havia un automòbil i a 117 n'hi havia dos o més.

### Piràmide de població
La piràmide de població per edats i sexe el 2009 era:
| Homes | Edats   | Dones |
| ----- | ------- | ----- |
| 0     | 95 o +  | 0     |
| 4     | 90 a 94 | 0     |
| 0     | 85 a 89 | 0     |
| 0     | 80 a 84 | 0     |
| 4     | 75 a 79 | 0     |
| 0     | 70 a 74 | 4     |
| 16    | 65 a 69 | 24    |
| 0     | 60 a 64 | 0     |
| 12    | 55 a 59 | 12    |
| 24    | 50 a 54 | 12    |
| 8     | 45 a 49 | 16    |
| 8     | 40 a 44 | 8     |
| 28    | 35 a 39 | 20    |
| 8     | 30 a 34 | 12    |
| 24    | 25 a 29 | 16    |
| 0     | 20 a 24 | 12    |
| 4     | 15 a 19 | 12    |
| 16    | 10 a 14 | 20    |
| 32    | 5 a 9   | 4     |
| 20    | 0 a 4   | 8     |

## Economia
El 2007 la població en edat de treballar era de 335 persones, 258 eren actives i 77 eren inactives. De les 258 persones actives 249 estaven ocupades (136 homes i 113 dones) i 9 estaven aturades (5 homes i 4 dones). De les 77 persones inactives 28 estaven jubilades, 34 estaven estudiant i 15 estaven classificades com a «altres inactius».

### Ingressos
El 2009 a Corcelles-les-Arts hi havia 165 unitats fiscals que integraven 473 persones, la mediana anual d'ingressos fiscals per persona era de 21.512 €.

### Activitats econòmiques
Dels 24 establiments que hi havia el 2007, 1 era d'una empresa de fabricació de material elèctric, 2 d'empreses de fabricació d'altres productes industrials, 6 d'empreses de construcció, 8 d'empreses de comerç i reparació d'automòbils, 1 d'una empresa d'hostatgeria i restauració, 3 d'empreses de serveis i 3 d'empreses classificades com a «altres activitats de serveis».
Dels 9 establiments de servei als particulars que hi havia el 2009, 2 eren tallers de reparació d'automòbils i de material agrícola, 1 paleta, 1 lampisteria, 4 electricistes i 1 perruqueria.
L'any 2000 a Corcelles-les-Arts hi havia 14 explotacions agrícoles que ocupaven un total de 416 hectàrees.

## Equipaments sanitaris i escolars
El 2009 hi havia 1 escola maternal integrada dins d'un grup escolar amb les comunes properes formant una escola dispersa i 1 escola elemental integrada dins d'un grup escolar amb les comunes properes formant una escola dispersa.

## Poblacions més properes
El següent diagrama mostra les poblacions més properes.